# Okrug Třebíč
Okrug Třebíč (češki: Okres Třebíč) je jedan od pet okruga u pokrajini Vysočina u Češkoj, te najjužniji okrug u ovoj pokrajini. Središte okruga je grad Třebíč.

## Gradovi, općine i naselja
U okrugu Třebíč nalazi se 6 gradova, 167 općina i 219 naselja.
- Babice
  - Bolíkovice
- Bačice
  - Udeřice
- Bačkovice
- Benetice
  - Věstoňovice
- Biskupice-Pulkov
  - Biskupice
  - Pulkov
- Blatnice
- Bohušice
- Bochovice
  - Batouchovice
- Bransouze
- Březník
- Budišov
  - Kundelov
  - Mihoukovice
- Budkov
- Cidlina
- Čáslavice
- Častohostice
- Čechočovice
- Čechtín
- Červená Lhota
- Číhalín
- Číchov
- Čikov
- Číměř
- Dalešice
- Dědice
- Dešov
- Dolní Lažany
- Dolní Vilémovice
- Domamil
- Dukovany
- Hartvíkovice
- Heraltice
- Hluboké
- Hodov
- Horní Heřmanice
- Horní Smrčné
- Horní Újezd
- Horní Vilémovice
- Hornice
- Hrotovice
- Hroznatín
- Hvězdoňovice
- Chlístov
- Chlum
- Chotěbudice
- Jakubov u Moravských Budějovic
- Jaroměřice nad Rokytnou
  - Boňov
  - Ohrazenice
  - Popovice
  - Příložany
  - Ratibořice
  - Vacenovice
- Jasenice
- Jemnice
  - Louka
  - Panenská
- Jinošov
- Jiratice
- Kamenná
  - Klementice
- Kdousov
- Kladeruby nad Oslavou
- Klučov
- Kojatice
  - Velký Újezd
- Kojatín
- Kojetice
- Komárovice
- Koněšín
- Kostníky
- Kouty
- Kozlany
- Kožichovice
- Krahulov
- Kralice nad Oslavou
  - Horní Lhotice
- Kramolín
- Krhov
- Krokočín
- Kuroslepy
- Láz
- Lesná
- Lesní Jakubov
- Lesonice
  - Horní Lažany
- Lesůňky
- Lhánice
- Lhotice
- Lipník
- Litohoř
- Litovany
- Lomy
- Loukovice
- Lovčovice
- Lukov
- Markvartice
- Martínkov
- Mastník
- Menhartice
- Meziříčko
- Mikulovice
- Mladoňovice
- Mohelno
- Moravské Budějovice
  - Jackov
  - Lažínky
  - Vesce
  - Vranín
- Myslibořice
- Naloučany
- Náměšť nad Oslavou
  - Jedov
  - Otradice
  - Zňátky
- Nárameč
- Nimpšov
- Nová Ves
- Nové Syrovice
  - Krnčice
- Nový Telečkov
- Ocmanice
- Odunec
- Okarec
- Okřešice
- Okříšky
- Opatov
- Oponešice
- Ostašov
- Pálovice
- Petrovice
- Petrůvky
- Pokojovice
- Police
- Popůvky
- Pozďatín
- Přeckov
- Předín
  - Hory
- Přešovice
- Přibyslavice
- Příštpo
- Pucov
- Pyšel
  - Vaneč
- Rácovice
- Račice
- Radkovice u Budče
- Radkovice u Hrotovic
- Radonín
- Radošov
- Radotice
- Rapotice
- Rohy
- Rokytnice nad Rokytnou
  - Veverka
- Rouchovany
  - Šemíkovice
- Rudíkov
- Římov
- Sedlec
- Slavětice
- Slavičky
  - Okrašovice
  - Pozďátky
- Slavíkovice
- Smrk
- Stařeč
  - Kracovice
- Stropešín
- Střítež
- Studenec
- Studnice
- Sudice
- Svatoslav
- Šebkovice
- Štěměchy
- Štěpkov
- Trnava
- Třebelovice
- Třebenice
  - Chroustov
  - Plešice
- Třebíč
  - Budíkovice
  - Pocoucov
  - Ptáčov
  - Račerovice
  - Řípov
  - Slavice
  - Sokolí
- Třesov
- Valdíkov
- Valeč
- Vícenice
- Vícenice u Náměště nad Oslavou
- Vladislav
  - Hostákov
  - Střížov
- Vlčatín
- Výčapy
  - Štěpánovice
- Zahrádka
  - Častotice
- Zárubice
- Zašovice
  - Nová Brtnice
- Zvěrkovice
- Želetava
  - Bítovánky
  - Horky
  - Šašovice